# Formel 3000 2000
Formel 3000-säsongen 2000 kördes över tio omgångar och vanns av brasilianen Bruno Junqueira.

## Delsegrare
| Datum      | Bana              | Vinnare           |
| ---------- | ----------------- | ----------------- |
| 8 april    | Imola             | Nicolas Minassian |
| 22 april   | Silverstone       | Mark Webber       |
| 5 maj      | Catalunya         | Bruno Junqueira   |
| 20 maj     | Nürburgring       | Bruno Junqueira   |
| 3 juni     | Monaco            | Bruno Junqueira   |
| 1 juli     | Magny-Cours       | Nicolas Minassian |
| 15 juli    | A1-Ring           | Nicolas Minassian |
| 29 juli    | Hockenheimring    | Tomáš Enge        |
| 12 augusti | Hungaroring       | Bruno Junqueira   |
| 26 augusti | Spa-Francorchamps | Fernando Alonso   |

## Slutställning
| Plats | Förare            | Poäng |
| ----- | ----------------- | ----- |
| 1     | Bruno Junqueira   | 48    |
| 2     | Nicolas Minassian | 45    |
| 3     | Mark Webber       | 22    |
| 4     | Fernando Alonso   | 18    |
| 5     | Justin Wilson     | 16    |
| 6     | Tomáš Enge        | 15    |